# Matusia (film)
Matusia – polski film dokumentalny z 2022 roku w reżyserii Macieja Fijałkowskiego, wyprodukowany przez Instytut Pamięci Narodowej.
Film jest poświęcony postaci Matyldy Getter, siostry zakonnej Zgromadzenia Sióstr Franciszkanek Rodziny Maryi. Opowiada historię ratowania podczas II wojny światowej żydowskich dzieci przed śmiercią podczas Holocaustu. Dzięki jej staraniom i Zgromadzenia ocalono ponad 500. dzieci. W filmie jest również przedstawiona historia współpracy Matyldy Getter z Armią Krajową oraz jej udział w powstaniu warszawskim.

## Obsada
- Mariusz Bonaszewski – narrator
- Agnieszka Mandat
- Sandra Naum
- Leszek Abrahamowicz
- Damian Bąbol
- Izabela Celińska
- Joanna Derengowska